# Microparlatoria itabicola
Microparlatoria itabicola är en insektsart som först beskrevs av Kuwana 1931.  Microparlatoria itabicola ingår i släktet Microparlatoria och familjen pansarsköldlöss. Inga underarter finns listade i Catalogue of Life.